# 掛川市立東中学校
掛川市立東中学校（かけがわしりつ ひがしちゅうがっこう）は、静岡県掛川市葛川にある公立中学校。

## 概要
掛川市で最初に設立された中学校ということもあり、女子のセーラー服の襟には一本のラインが入っている。また、「学力向上フロンティアスクール」に指定されたことにより、東京大学の助教授などがしばしば訪れる。
部活動ではソフトボール部と野球部が強く、周辺地域では「掛東」（かけとう）と呼ばれている。校歌には校訓のすべての言葉が入っている。
以前は、カバンの色や体操着の襟の部分などの色が学年ごとに薄めの黒緑、赤褐色、紺色だったが、2003年の入学者からカバンの色や体操着の襟の色などが全学年青色に統一された。また、すべての教室に自主、創造、敬愛の文字が飾られている。

## 校訓
- 自主
- 創造
- 敬愛

## 歴史

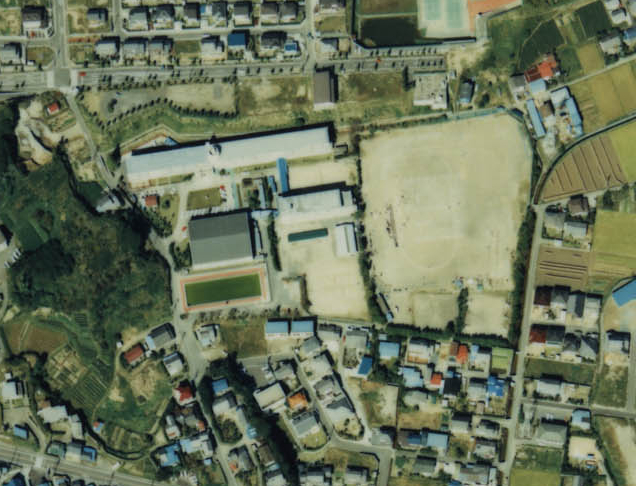
掛川市立東中学校の航空写真（1988年）。

- 1947年（昭和22年）4月1日 - 組合立掛川東中学校を設立。
- 1950年（昭和25年） - 校訓決定。
- 1953年（昭和28年） - 校歌「愛なり敬なり教えは尊し」を制定。
- 1954年（昭和29年）4月1日 - 市制施行に伴い、「掛川市立東中学校」と校名変更。
- 1991年（平成3年）11月7日 - 文部省指定研究「奉仕等体験学習」発表。
- 1996年（平成8年）11月16日 - 創立50周年記念式典。
- 1997年（平成9年）11月20日 - 掛川市教育委員会指定研究「授業改善」研究発表会。
- 2002年（平成14年）4月～7月 - ワールドカップに伴い、ベルギーなど3カ国の国旗を掲揚。
- 2002年（平成14年）9月 - 旧部室解体、新部室建設開始。
- 2003年（平成15年）4月1日 - 鞄などの色を統一。
- 2003年（平成15年）4月～5月 - 新部室完成。
- 2004年（平成16年）11月5日 - 文部科学省事業「学力向上フロンティアスクール」研究発表会。
- 2005年（平成17年）1月 - 新体育館完成。
- 2005年（平成17年）10月 - 旧体育館解体。
- 2006年（平成18年）2月 - 新テニスコート建設工事開始。
- 2006年（平成18年）4月 - 新テニスコート完成。

## 通学区域
以下の3小学校区。
- 掛川市立第一小学校
- 掛川市立西山口小学校
- 掛川市立上内田小学校

掛川市立東中学校の通学区域は、東西に短く南北に長い。学校自体は掛川市の中心地にあるが、南に進むにつれて田畑などの風景が見えてくる。
西に進むと掛川市立西中学校があり、北には掛川市立北中学校がある。東には掛川市立栄川中学校がある。

## 学校行事
- 4月 - 始業式　入学式
- 5月 - 修学旅行　宿泊訓練
- 6月 - 東陵祭スポーツの部
- 7月 - 終業式
- 8月 - 夏休み
- 9月 - 始業式
- 10月 - 東陵祭合唱の部
- 11月 - 進路説明会
- 12月 - 終業式
- 1月 - 始業式　私立1次試験
- 2月 - 公立前期試験　私立2次試験
- 3月 - 三送会　卒業式　終業式　公立後期試験

## 学級
- 普通学級
- 養護学級

## 部活
- 野球
- ソフトボール

（ソフトボール部は多数の大会で優勝している。メンバーの多くは、常葉菊川などの強豪校に進学し、そこでも全国大会出場などの実績を残している。）
- サッカー
- 陸上
- テニス（男・女）
- バスケットボール（男・女）
- バレーボール（男・女）
- 卓球（男・女）
- 吹奏楽
- パソコン
- 水泳

## 著名な卒業生
- 落合浩美（旧姓波多野。1977年全国高校総体日本新記録）
- 久保田崇（掛川市長）
- 角皆静男（北海道大学名誉教授）
- 長尾春花 （バイオリニスト）
- 松井三郎（環境森林農水委員会委員）

## 歴代校長
- 佐藤令一（初代校長）

## 周辺
- 掛川警察署
- 掛川水垂郵便局

## アクセス
- JR・天竜浜名湖鉄道 掛川駅から北東へ1.5km
- 掛川バイパス 宮脇ICから南西へ400m